# Moonfog Productions
Moonfog Productions – nieistniejąca już norweska wytwórnia płytowa założona i prowadzona przez członka grupy Satyricon – Satyra i Tormoda Opedala.
Data powstania jest nieznana, ale szacowana na rok 1993, kiedy to Satyricon wydał debiutancki album Dark Medieval Times. Wytwórnia ta specjalizowała się w wydawnictwach blackmetalowych.

## Artyści
- Darkthrone
- Dødheimsgard
- Disiplin
- Eibon
- Gehenna
- Isengard
- Khold
- Neptune Towers
- Satyricon
- Storm
- Thorns
- Sigurd Wongraven